# Odilon Guimarães Moreira
Odilon Guimarães Moreira (ur. 9 stycznia 1939 w Presidente Bernardes) – brazylijski duchowny rzymskokatolicki, w latach 2003-2013 biskup Itabira-Fabriciano.

## Życiorys
Wstąpił do seminarium w Mariana. Święcenia diakonatu otrzymał 24 grudnia 1967, zaś święcenia kapłańskie przyjął 23 stycznia 1969. Inkardynowany do diecezji Caratinga, pełnił w niej przede wszystkim funkcje duszpasterza parafialnego. Był także m.in. wykładowcą i ojcem duchownym diecezjalnego seminarium.
4 sierpnia 1999 został prekonizowany biskupem pomocniczym Vitória ze stolicą tytularną Flumenpiscense. Sakrę biskupią otrzymał w Carangoli 24 października 1999. 22 stycznia 2003 został mianowany biskupem Itabira-Fabriciano, zaś 30 marca 2003 kanonicznie objął urząd.
21 lutego 2013 zrezygnował z urzędu.